# Savana (Madagáscar)
Savana é uma vila e uma comuna em Madagáscar. Pertence ao distrito de Vohipeno, que é parte da região de Vatovavy Fitovinany. A população da comuna foi estimada em aproximadamente 4.000 habitantes no censo de 2001.